# Athyrmina
Athyrmina là một chi bướm đêm thuộc họ Noctuidae.